# Maria Immaculata (Edelfingen)

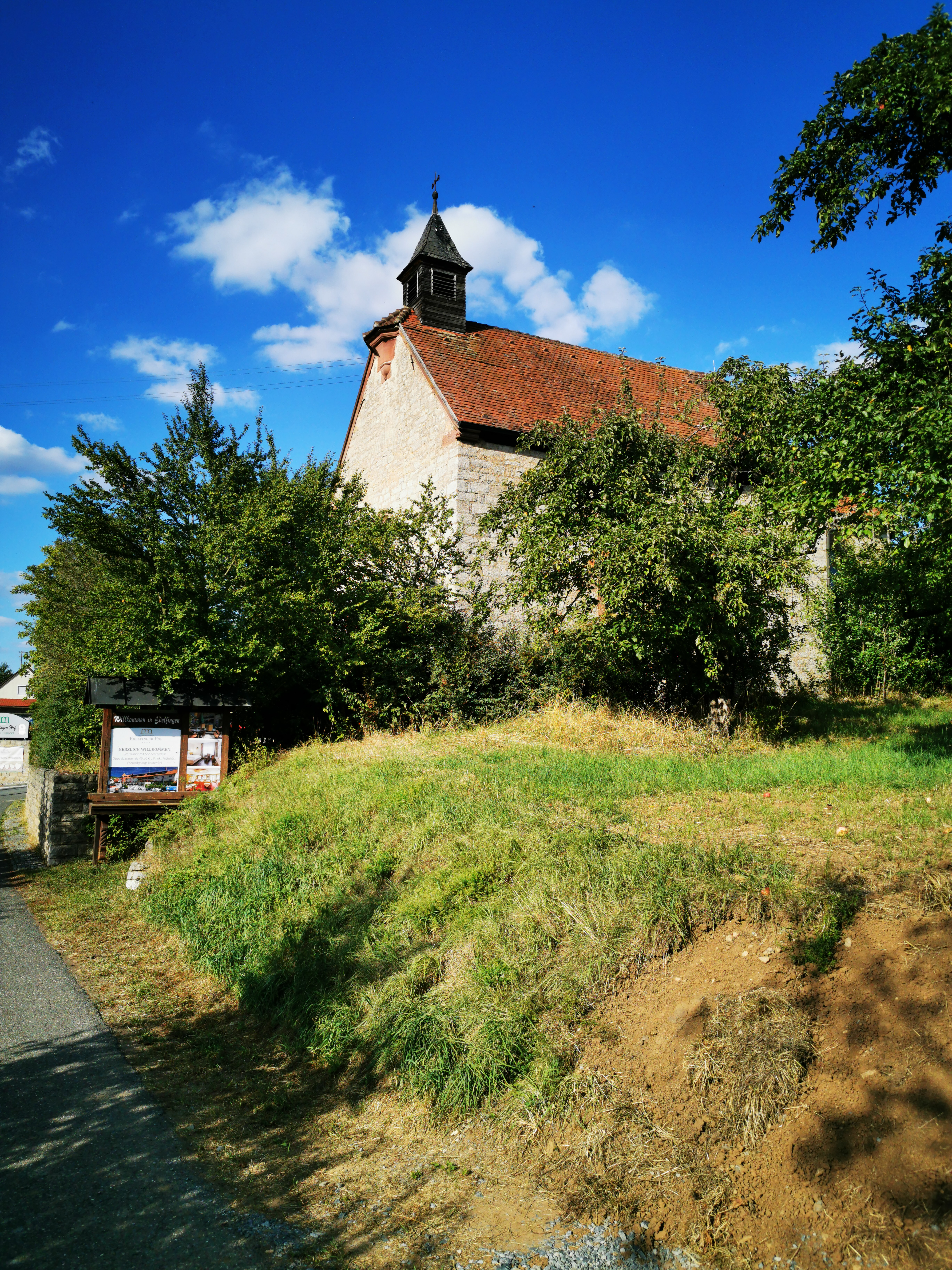
Die Kapelle Maria Immaculata in Edelfingen

Die römisch-katholische Kapelle Maria Immaculata in Edelfingen, einem Stadtteil von Bad Mergentheim im Main-Tauber-Kreis, wurde in den 1850er Jahren errichtet und ist der unbefleckten Empfängnis Mariens geweiht.
Seit den Jahren 1563/1564 war der Ort Edelfingen evangelisch geprägt. Über Jahrhunderte hinweg bildeten die Katholiken im Dorf eine kleine Minderheit. Durch lang andauernde Streitigkeiten mit der evangelischen Gemeinde vor Ort wurde der Wunsch der Katholiken nach einem eigenen Gotteshaus in der Mitte des 19. Jahrhunderts immer größer.
Im Februar 1851 wurde schließlich ein Bauplatz erworben mit dem Bau der Kapelle begonnen. Bereits im Herbst 1852 konnte das Richtfest gefeiert werden. Am 28. Mai 1855 folgte die Einweihung der Kapelle mit einer Empore und zwei Glocken. Im Jahre 1857 folgte der Einbau einer Orgel. Bei der Kapelle handelt es sich um einen schlichten Saalbau mit älterem Eingangsturm von 1674. Im Jahre 1872 folgte eine Erneuerung.
Die Kapelle Maria Immaculata gehört heute als sogenannte Filialkirche der Katholischen Kirchengemeinde St. Johannes in Bad Mergentheim zur Seelsorgeeinheit 1a – L.A.M.M., die dem Dekanat Mergentheim der Diözese Rottenburg-Stuttgart zugeordnet ist. Das Bauwerk ist ein Kulturdenkmal der Stadt Bad Mergentheim.